# Campionato europeo di enduro
Il Campionato europeo di enduro (in inglese European Enduro Championship), è un campionato motociclistico continentale di enduro organizzato prima dalla Federazione Internazionale di Motociclismo e poi dalla Unione Europea del Motociclismo.

## Storia
I primi tentativi di organizzare un campionato europeo di enduro risalgono al 1964 quando, grazie anche alle forti spinte della Federazione Motociclistica Italiana, viene per la prima volta organizzato un Trofeo europeo di regolarità. Nel primo anno, il calendario della manifestazione prevedeva tre prove: la Valli Bergamasche, in Italia, e le gare di Strakonice e Zakopane (in Cecoslovacchia e Polonia rispettivamente).
Il trofeo si disputa per quattro stagioni, fino al 1967, per venire poi definitivamente sostituito dal Campionato europeo di regolarità organizzato direttamente dalla FIM. Il nuovo campionato è stato per oltre 20 anni il massimo campionato internazionale di Regolarità.
Dal 1968 al 1978, con undici titoli - consecutivi - nelle categorie 500, 175, 50 e poi 100, Erwin Schmider è stato designato dalla Federazione OMK come "il più grande pilota di tutti i tempi", nessuno essendo riuscito a fare meglio.
A partire dal 1990 il campionato è stato rimpiazzato dal Campionato mondiale di enduro, ma è rinato nel 1992 per volere della UEM.

## Albo d'oro
A seguire, l'albo d'oro della manifestazione, dal 1968 ad oggi. Le caselle evidenziate in giallo indicano i vincitori "assoluti".
A partire dal 2005, i nomi delle categorie seguoni quelli utilizzati nel campionato mondiale di enduro. In particolare, le classi EI, EII e EIII si riferiscono, rispettivamente a: 125 2t / 250 4t, 250 2t / 450 4t, 500 2t / 650 4t. Per il campionato Junior, le categorie E2 ed E3 competono nella stessa classifica. I campionati femminile e Veteran non hanno nessun tipo di divisione in classi.

### Campionato FIM (fino al 1989)

#### Cilindrate fino a 175 cm³
| Anno | 50 cm³                        | 75 cm³                        | 100 cm³                   | 125 cm³                   | 175 cm³                    |
| ---- | ----------------------------- | ----------------------------- | ------------------------- | ------------------------- | -------------------------- |
| 1968 | Volker Kramer Zündapp         | Hans Trinkner Zündapp         | Siegfried Gienger Zündapp | Rolf Witthöft Puch        | Peter Uhlig MZ             |
| 1969 | Heinz Brinkmann Zündapp       | Andreas Brandl Zündapp        | Volkern Kramer Zündapp    | Rolf Witthöft Puch        | Walter Leitgeb Puch        |
| 1970 | Heinz Brinkmann Zündapp       | Andreas Brandl Zündapp        | Lorenz Specht Zündapp     | Rolf Witthöft Zündapp     | Erwin Schmider Zündapp     |
| 1971 | Andreas Brandl Zündapp        | Josef Wolfgruber Zündapp      | Werner Salevsky Simson    | Rolf Witthöft Zündapp     | Erwin Schmider Zündapp     |
| 1972 | Peter Neumann Zündapp         | Andreas Brandl Zündapp        | Josef Wolfgruber Zündapp  | Rolf Witthöft Zündapp     | Erwin Schmider Zündapp     |
| 1973 | Peter Neumann Zündapp         | Andreas Brandl Zündapp        | Josef Wolfgruber Zündapp  | Rolf Witthöft Zündapp     | Erwin Schmider Zündapp     |
| 1974 | Peter Neumann Zündapp         | Ewald Schneidewind Simson     | Josef Wolfgruber Zündapp  | Reinhard Christel Zündapp | Erwin Schmider Zündapp     |
| 1975 | Peter Neumann Zündapp         | Ewald Schneidewind Simson     | Josef Wolfgruber Zündapp  | Rolf Witthöft Zündapp     | Erwin Schmider Zündapp     |
| 1976 | Erwin Schmider Zündapp        | Steffen Mauersberger Simson   | Josef Wolfgruber Zündapp  | Alessandro Gritti KTM     | Elia Andrioletti KTM       |
| 1977 | Erwin Schmider Zündapp        | Osvaldo Scaburri Puch         | Jürgen Grisse Zündapp     | Harald Strößenreuther KTM | Elia Andrioletti KTM       |
| 1978 | Gino Perego DKW               | Osvaldo Scaburri Puch         | Erwin Schmider Zündapp    | Eberhard Weber Zündapp    | Franco Gualdi DKW          |
| 1979 | Pietro Gagni Fantic           | Stanislav Olszewski Simson    | Eddy Hau Zündapp          | Gualtiero Brissoni SWM    | Andrea Marinoni SWM        |
| 1980 | Gino Perego                   | Stanislav Olszewski Simson    | Eddy Hau Zündapp          | Gualtiero Brissoni SWM    | Klaus-Bernd Kreutz Zündapp |
|      | 80 cm³                        | 80 cm³                        | 125 cm³                   | 125 cm³                   | 175 cm³                    |
| 1981 | Angelo Signorelli Fantic      | Angelo Signorelli Fantic      | Gualtiero Brissoni Fantic | Gualtiero Brissoni Fantic | Klaus-Bernd Kreutz Zündapp |
| 1982 | Pietro Gagni Zündapp          | Pietro Gagni Zündapp          | Harald Strößenreuther KTM | Harald Strößenreuther KTM | Klaus-Bernd Kreutz Zündapp |
| 1983 | Pierfranco Muraglia Accossato | Pierfranco Muraglia Accossato | Andrea Marinoni KTM       | Andrea Marinoni KTM       | - Cancellata -             |
| 1984 | Pierfranco Muraglia Accossato | Pierfranco Muraglia Accossato | Rolf Hübler Simson        | Rolf Hübler Simson        | -                          |
| 1985 | Stefano Passeri Accossato     | Stefano Passeri Accossato     | Rolf Hübler Simson        | Rolf Hübler Simson        | -                          |
| 1986 | Stefano Passeri KTM           | Stefano Passeri KTM           | Joachim Sauer KTM         | Joachim Sauer KTM         | -                          |
| 1987 | Gianmarco Rossi TM            | Gianmarco Rossi TM            | Davide Trolli TM          | Davide Trolli TM          | -                          |
| 1988 | Gianmarco Rossi TM            | Gianmarco Rossi TM            | Angelo Signorelli KTM     | Angelo Signorelli KTM     | -                          |
| 1989 | Pierfranco Muraglia TM        | Pierfranco Muraglia TM        | Paul Edmondson KTM        | Paul Edmondson KTM        | -                          |

#### Cilindrate superiori a 175 cm³
| Anno | 250 cm³                      | 350 cm³                      | 500 cm³                     | oltre 500 cm³               | oltre 500 cm³               | oltre 500 cm³               |
| ---- | ---------------------------- | ---------------------------- | --------------------------- | --------------------------- | --------------------------- | --------------------------- |
| 1968 | Werner Salevsky MZ           | Kvetoslav Masita Jawa        | Erwin Schmider ?            | -                           | -                           | -                           |
| 1969 | Frantisek Mrazek             | Kvetoslav Masita Jawa        | Erwin Schmider ?            | -                           | -                           | -                           |
| 1970 | Frantisek Mrazek Jawa        | Kvetoslav Masita Jawa        | Fred Willamovsky MZ         | -                           | -                           | -                           |
| 1971 | Frantisek Mrazek Jawa        | Kvetoslav Masita Jawa        | Fred Willamovsky MZ         | -                           | -                           | -                           |
| 1972 | Frantisek Mrazek Jawa        | Kvetoslav Masita Jawa        | Josef Fojtik Jawa           | -                           | -                           | -                           |
| 1973 | Frantisek Mrazek Jawa        | Kvetoslav Masita Jawa        | Zdenek Cespiva Jawa         | -                           | -                           | -                           |
| 1974 | Jiri Stodulka Jawa           | Kvetoslav Masita Jawa        | Imerio Testori KTM          | -                           | -                           | -                           |
| 1975 | Alessandro Gritti KTM        | Kvetoslav Masita Jawa        | Zdenek Cespiva Jawa         | -                           | -                           | -                           |
| 1976 | Jiri Stodulka Jawa           | Kvetoslav Masita Jawa        | Stanislav Zloch Jawa        | -                           | -                           | -                           |
| 1977 | Alessandro Gritti KTM        | Kvetoslav Masita Jawa        | Stanislav Zloch Jawa        | -                           | -                           | -                           |
| 1978 | Gualtiero Brissoni SWM       | Elia Andrioletti KTM         | Gianangelo Croci KTM        | Manfred Jäger MZ            | Manfred Jäger MZ            | Manfred Jäger MZ            |
|      | 250                          | 350                          | 500                         | 750                         | oltre 750                   | oltre 750                   |
| 1979 | Franco Gualdi SWM            | Augusto Taiocchi KTM         | Guglielmo Andreini          | Heino Büse                  | Egbert Haas Maico           | Egbert Haas Maico           |
|      | 250                          | 350                          | 500                         | 750                         | 1000                        | 1300                        |
| 1980 | Andrea Marinoni SWM          | Augusto Taiocchi KTM         | Guglielmo Andreini SWM      | Heino Büse                  | Rolf Witthoft BMW           | Herbert Schek BMW           |
|      | 250                          |                              | 500                         | oltre 500 4T                | oltre 500 4T                | oltre 500 4T                |
| 1981 | Alessandro Gritti Kramer     | -                            | Jens Scheffler MZ           | Hans Werner Pohl Honda      | Hans Werner Pohl Honda      | Hans Werner Pohl Honda      |
| 1982 | Gualtiero Brissoni Husqvarna | -                            | Guglielmo Andreini Maico    | Eddy Hau Yamaha             | Eddy Hau Yamaha             | Eddy Hau Yamaha             |
| 1983 | Harald Sturm MZ              | -                            | Jens Scheffler MZ           | Eddy Hau Yamaha             | Eddy Hau Yamaha             | Eddy Hau Yamaha             |
| 1984 | Harald Sturm MZ              | -                            | Jens Scheffler MZ           | Guglielmo Andreini Honda    | Guglielmo Andreini Honda    | Guglielmo Andreini Honda    |
| 1985 | Harald Sturm MZ              | -                            | Jens Scheffler MZ           | Thomas Gustavsson Husqvarna | Thomas Gustavsson Husqvarna | Thomas Gustavsson Husqvarna |
| 1986 | Harald Sturm MZ              | -                            | Sven-Erik Jönsson Husqvarna | Josef Chovancik Jawa        | Josef Chovancik Jawa        | Josef Chovancik Jawa        |
|      | 250                          | 350 4T                       | 500                         | oltre 500 4T                | oltre 500 4T                | oltre 500 4T                |
| 1987 | Dick Wicksell Husqvarna      | Joachim Sauer KTM            | Sven-Erik Jönsson Husqvarna | Giangelo Croci KTM          | Giangelo Croci KTM          | Giangelo Croci KTM          |
| 1988 | Dick Wicksell Husqvarna      | Thierry Charbonnier Yamaha   | Sven-Erik Jönsson Husqvarna | Thomas Gustavsson Husqvarna | Thomas Gustavsson Husqvarna | Thomas Gustavsson Husqvarna |
| 1989 | Dick Wicksell KTM            | Laurent Charbonnel Husqvarna | Sven-Erik Jönsson Husqvarna | Jimmie Eriksson Husaberg    | Jimmie Eriksson Husaberg    | Jimmie Eriksson Husaberg    |

### Campionato UEM (dal 1992)
| Anno | 125                     | 250          | 350                | 500       | oltre 500     |
| ---- | ----------------------- | ------------ | ------------------ | --------- | ------------- |
| 1992 | Giuseppe Gallino        | C. Rossi     | Fabio Confalonieri | D. Kotrla | Martin Kremel |
| 1993 | Josep Rovira Gas Gas    | -            | -                  | -         | -             |
|      | 125                     | 175          |                    |           |               |
| 1994 | Jarno Boano             | Joan Roma    | -                  | -         | -             |
| 1995 | Marc Puigdemont Gas Gas | Matteo Rubin | -                  | -         | -             |
| 1996 | Ivano Boano             | Jarno Boano  | -                  | -         | -             |
| 1997 | Olivier Samofal         | Miki Arpa    | -                  | -         | -             |

|      | 125                       | 250                    | 400 4T                  | 500 4T                  | Veteran                   | Junior                   | Junior                        | Sidecar                       |
| ---- | ------------------------- | ---------------------- | ----------------------- | ----------------------- | ------------------------- | ------------------------ | ----------------------------- | ----------------------------- |
| 1998 | Roman Michalik            | Vesa Kytonen           | Pål Anders Ullevålseter | Martin Kremel           | Lubomir Vojkuvka          | Tuukka Saari             | Tuukka Saari                  | Seppo Suominen Timo Karttiala |
|      | 125                       | 250                    | 4 Tempi                 | 4 Tempi                 | Veteran                   | 125 jr.                  | 250 jr.                       | Donne                         |
| 1999 | Zdenek Gottwald           | Tullio Pellegrinelli   | Martin Macek            | Martin Macek            | Frantisek Hrobsky         | Simone Albergoni         | Milan Baros                   | B. Harmann                    |
| 2000 | Sandro Marcos             | Milan Baros            | Pål Anders Ullevålseter | Pål Anders Ullevålseter | Ryszard Augustyn          | J. Marques               | Jan Holada                    | K. Price                      |
| 2001 | Zdenek Gottwald Husqvarna | Milan Baros Husqvarna  | Martin Macek Yamaha     | Martin Macek Yamaha     | Michael Extance Husaberg  | Raphael André Gas Gas    | Sébastien Guillaume Husqvarna | Patsy Quick KTM               |
| 2002 | Ivan Boano                | Stefano Passeri Yamaha | Werner Müller KTM       | Werner Müller KTM       | Arturs Robeznieks KTM     | Damien Miquel Husqvarna  | Andrea Beconi Honda           | Erica Roth Suzuki             |
| 2003 | Alessio Paoli KTM         | Stefano Passeri Yamaha | Werner Müller KTM       | Werner Müller KTM       | Gianmarco Rossi KTM       | Maurizio Micheluz Yamaha | Andrea Belotti Husqvarna      | Erica Roth Suzuki             |
| 2004 | Jan Zaremba KTM           | Vita Kuklik KTM        | Juri Simoncini KTM      | Juri Simoncini KTM      | Gianmarco Rossi Husqvarna | Mike Hartmann KTM        | Nicolas Deparrois Husqvarna   | Stephanie Laier KTM           |

|      | E 1                      | E 2                    | E 3                            | Veteran                  | E 1 jr.                    | E 2+3 jr.               | Donne                 |
| ---- | ------------------------ | ---------------------- | ------------------------------ | ------------------------ | -------------------------- | ----------------------- | --------------------- |
| 2005 | Fausto Scovolo Husqvarna | Riccardo Fermi KTM     | Werner Müller KTM              | Gianmarco Rossi Honda    | Daryl Bolter Husqvarna     | Stefan Svitko KTM       | Elizabeth Mucha KTM   |
| 2006 | Jari Mattila Honda       | Roman Michalik Beta    | Werner Müller KTM              | Gianmarco Rossi Honda    | Thomas Oldrati Husqvarna   | Tom Sagar Honda         | Vanja Kollman KTM     |
| 2007 | Daryl Bolter Husqvarna   | Roman Michalik Beta    | Vita Kuklik KTM                | Gianmarco Rossi HM       | Michal Szuster Husqvarna   | Simon Wakeley Husqvarna | Ludivine Puy Gas Gas  |
| 2008 | Jordan Curvalle Suzuki   | Maurizio Facchin Honda | Alessandro Zanni HM            | Zdenek Cyprian KTM       | Sylvain Lebrun KTM         | Robert Kapajcik KTM     | Ludivine Puy Gas Gas  |
| 2009 | Michal Szuster Yamaha    | Andrea Beconi Suzuki   | Stefan Svitko KTM              | Toivo Nikopensius Yamaha | Romain Dumontier Husqvarna | Adrien Metge Husqvarna  | Ludivine Puy Gas Gas  |
| 2010 | Alessandro Zanni Yamaha  | Greg Evans KTM         | David Cadek KTM                | Henrik Knuiman KTM       | Massimo Mangini KTM        | Roni Nikander Husqvarna | Géraldine Fournel KTM |
| 2011 | Paulo Felicia Yamaha     | Greg Evans KTM         | Maurizio Micheluz Fantic Motor | Werner Müller Gas Gas    | Luis Oliveira Yamaha       | Daniel McCanney Gas Gas | Heike Petrick KTM     |
| 2012 | Martin Larsson Husaberg  | Gianluca Martini Beta  | Roni Nikander KTM              | Cedric Cremer KTM        | Maurizio Micheluz KTM      | Werner Müller KTM       | Heike Petrick KTM     |

Nel 2010 il campione assoluto è stato il portoghese Gonçalo Reis su KTM, giunto al terzo posto finale della categoria E1 senior.

#### Costruttori
Caso piuttosto raro, dal 1999 la UEM ha assegnato anche un titolo europeo ai costruttori, dividendo la classifica in base ai motori a 2 o 4 tempi.
Negli anni successivi si è invece optato per l'assegnazione del premio a una sola squadra, i cui piloti corrano tutti con motociclette dello stesso costruttore.
| Anno | 2 tempi                       | 4 tempi                       |
| ---- | ----------------------------- | ----------------------------- |
| 1999 | Yamaha                        | KTM                           |
| 2000 | Yamaha                        | Husqvarna                     |
| 2001 | Husqvarna                     | KTM                           |
|      | Squadra                       |                               |
| 2002 | Husqvarna Mucci Racing        | Husqvarna Mucci Racing        |
| 2003 | Austria KTM Team              | Austria KTM Team              |
| 2004 | KTM Sette 1                   | KTM Sette 1                   |
| 2005 | Husqvarna Mucci Racing A      | Husqvarna Mucci Racing A      |
| 2006 | KTM CZ                        | KTM CZ                        |
| 2007 | Husqvarna Mucci Racing        | Husqvarna Mucci Racing        |
| 2008 | HM Daiatsu Terios Team        | HM Daiatsu Terios Team        |
| 2009 | HM Daiatsu Terios Team        | HM Daiatsu Terios Team        |
| 2010 | Team Italia GP Motorsport KTM | Team Italia GP Motorsport KTM |
| 2011 | WPM-KTM Team                  | WPM-KTM Team                  |

#### Altri trofei
Negli anni più recenti, l'Unione Europea del Motociclismo ha istituito dei tornei propedeutici dedicati ai piloti più giovani e alle moto di più piccola cilindrata. Si tratta generalmente di gare di contorno ai trofei principali e che non hanno la dignità di "campionato europeo". La classe 125 4 tempi è organizzata in un calendario di alcune gare, mentre la classe 50cc si disputa in prova unica.
Durante il periodo invernale viene inoltre disputato, sempre in prova unica, un trofeo indoor.
Nelle tabelle a fianco, il corsivo indica i trofei che non avevano lo status di campionato continentale.
| Anno | 50                       | 125 4 tempi          | Indoor junior          |
| ---- | ------------------------ | -------------------- | ---------------------- |
| 2008 |                          |                      | Michael Szuster Yamaha |
| 2009 | Nicolas Pellegrinelli HM | Simone Poloni HM     | Jeremy Joly HM         |
| 2010 | Matteo Bresolin HM       | Luigi Maule HM       | Richard Ellwood KTM    |
| 2011 | Davide Soreca Beta       | Andrea Castellana HM |                        |